# LG X5 (2018)
LG X5는 2018년 6월 7일 대한민국에 출시된 보급형 스마트폰이다. 2016년에 출시된 LG X5와는 별다른 연관성이 없으며, 오히려 2017년에 출시된 LG X500과 거의 동일하다.

## 운영 체제
안드로이드 8.0.0 오레오를 탑재하여 출시되었다.

## 특수 기능

### 고속 충전
전작 X500과 동일한 AP가 사용되어 X5 역시 미디어텍 Pump Express+ 규격에 맞는 급속 충전을 지원한다.

### 전면 광각 카메라
전면에 광각 120도의 카메라를 넣어서 보다 넓은 화각으로 사진을 촬영할 수 있다. 전작과 마찬가지로 일반 모드와 광각 모드를 모두 지원한다. 또한 전작과 같이 전면에도 LED 플래시가 있어 어두운 곳에서도 밝게 셀피 카메라를 촬영할 수 있다.

### 핑거 터치
전작과 달리 후면에 지문인식 센서를 탑재하여 X4에도 적용된 핑거 터치 기능을 지원한다.
- 잠금 해제 : 지문 인식 센서에 손가락을 올려 잠금을 푸는 기능이다.
- 화면 캡처 : 지문 인식 센서를 더블 터치한 후 손가락을 떼지 않고 유지하면 화면이 캡처된다.
- 셀피 촬영 : 지문 인식 센서에 손가락을 올려 셀피 카메라를 촬영할 수 있는 기능으로 일반 / 광각 모두 지원된다.

### LG 페이
후면에 WMC 솔루션이 내장되어 LG페이를 사용할 수 있다. G6나 V30와 동일하게 NFC (근거리 무선 통신)와 MST (마그네틱 보안전송) 결제 방식을 지원한다.

## 색상
- 모로칸 블루